# Grecia en los Juegos Olímpicos de Montreal 1976
Grecia estuvo representada en los Juegos Olímpicos de Montreal 1976 por un total de 36 deportistas que compitieron en 8 deportes.  
El portador de la bandera en la ceremonia de apertura fue el atleta Vasilis Papayeorgópulos. El equipo olímpico griego no obtuvo ninguna medalla en estos Juegos.